# 諾瓦拉省
諾瓦拉省（義大利語：Provincia di Novara）是意大利皮埃蒙特大区的一個省。面積1,339平方公里，2012年人口373,081人。首府諾瓦拉。
下分88市鎮。